# Byron Black
Pour les articles homonymes, voir Black.
Byron Black, né le 6 octobre 1969 à Harare, est un ancien joueur de tennis professionnel zimbabwéen.
En simple, Byron Black remporte deux titres et joue les quarts de finale à Wimbledon et à l'US Open ; il est classé 22e mondial en 1996. Mais c'est en double qu'il a obtenu ses meilleurs résultats, gagnant 22 tournois dont Roland-Garros ; il atteint la première place du classement ATP en 1994.
Sa sœur Cara et son frère Wayne sont également des joueurs de tennis de classe mondiale.
Comme très peu d'autres joueurs, il joue avec les deux mains des deux côtés.
Il fait partie des 5 joueurs à avoir infligé un 6/0 à Roger Federer, le premier sur gazon en 1999.

## Palmarès

### En double messieurs
| 22 titres en double | 1 G. Chelem | 1 G. Chelem | 1 G. Chelem | 1 G. Chelem | 0 Masters  | 0 Masters  | 0 Masters   | 0 Masters   | 5 Masters 1000 | 5 Masters 1000 | 5 Masters 1000 | 5 Masters 1000 | 4 ATP 500          | 4 ATP 500          | 4 ATP 500          | 4 ATP 500          | 12 ATP 250         | 12 ATP 250         | 12 ATP 250     | 12 ATP 250     | 0 JO           | 0 JO           | 0 JO           | 0 JO           |
| 22 titres en double | 14 sur dur  | 14 sur dur  | 14 sur dur  | 14 sur dur  | 14 sur dur | 14 sur dur | 1 sur gazon | 1 sur gazon | 1 sur gazon    | 1 sur gazon    | 1 sur gazon    | 1 sur gazon    | 4 sur terre battue | 4 sur terre battue | 4 sur terre battue | 4 sur terre battue | 4 sur terre battue | 4 sur terre battue | 3 sur moquette | 3 sur moquette | 3 sur moquette | 3 sur moquette | 3 sur moquette | 3 sur moquette |

## Parcours dans les tournois duGrand Chelem

### En simple
| Année | Open d'Australie | Open d'Australie   | Internationaux de France | Internationaux de France | Wimbledon       | Wimbledon    | US Open         | US Open       |
| ----- | ---------------- | ------------------ | ------------------------ | ------------------------ | --------------- | ------------ | --------------- | ------------- |
| 1992  | 1er tour (1/64)  | P. Canè            | 1er tour (1/64)          | L. Prades                | 2e tour (1/32)  | J. Courier   | 1er tour (1/64) | T. Witsken    |
| 1993  | 3e tour (1/16)   | W. Ferreira        | —                        | —                        | 3e tour (1/16)  | P. Sampras   | 3e tour (1/16)  | T. Enqvist    |
| 1994  | 1er tour (1/64)  | L. Jonsson         | 1er tour (1/64)          | R. Fromberg              | 1er tour (1/64) | J. Courier   | 3e tour (1/16)  | M. Stich      |
| 1995  | 1er tour (1/64)  | D. Prinosil        | 2e tour (1/32)           | J. Eltingh               | 2e tour (1/32)  | D. Wheaton   | 1/4 de finale   | P. Sampras    |
| 1996  | 2e tour (1/32)   | M. Larsson         | 1er tour (1/64)          | S. Draper                | 2e tour (1/32)  | K. Kučera    | 1er tour (1/64) | À. Corretja   |
| 1997  | 1er tour (1/64)  | D. van Scheppingen | 2e tour (1/32)           | M. Ríos                  | 3e tour (1/16)  | P. Sampras   | 1er tour (1/64) | M. Woodforde  |
| 1998  | 1/8 de finale    | J. Björkman        | 2e tour (1/32)           | F. Mantilla              | 3e tour (1/16)  | T. Henman    | 3e tour (1/16)  | À. Corretja   |
| 1999  | 2e tour (1/32)   | T. Enqvist         | 3e tour (1/16)           | A. Medvedev              | 1er tour (1/64) | S. Grosjean  | 1er tour (1/64) | Y. El Aynaoui |
| 2000  | 1er tour (1/64)  | T. Martin          | 1er tour (1/64)          | M. Rosset                | 1/4 de finale   | V. Voltchkov | 2e tour (1/32)  | J. Novák      |
| 2001  | 1er tour (1/64)  | T. Martin          | 1er tour (1/64)          | H. Levy                  | 2e tour (1/32)  | G. Rusedski  | —               | —             |
| 2002  | 2e tour (1/32)   | A. Costa           | —                        | —                        | —               | —            | —               | —             |

N.B. : à droite du résultat se trouve le nom de l'ultime adversaire.

### En double
| Année | Open d'Australie           | Open d'Australie           | Internationaux de France     | Internationaux de France  | Wimbledon                   | Wimbledon                    | US Open                     | US Open                 |
| ----- | -------------------------- | -------------------------- | ---------------------------- | ------------------------- | --------------------------- | ---------------------------- | --------------------------- | ----------------------- |
| 1989  | —                          | —                          | —                            | —                         | —                           | —                            | 2e tour (1/16) E. Amend     | S. Davis D. Pate        |
| 1990  | —                          | —                          | —                            | —                         | —                           | —                            | —                           | —                       |
| 1991  | —                          | —                          | —                            | —                         | 2e tour (1/16) T. Middleton | P. Annacone K. Evernden      | —                           | —                       |
| 1992  | 2e tour (1/16) D. Adams    | G. Connell G. Michibata    | 1er tour (1/32) K. Evernden  | O. Delaitre R. Gilbert    | 1er tour (1/32) R. Acioly   | G. Forget J. Hlasek          | 1er tour (1/32) T. Nelson   | J. Hlasek M. Rosset     |
| 1993  | 1er tour (1/32) D. Wheaton | B. Pearce B. Talbot        | 1er tour (1/32) J. Bates     | C. Motta J. Sánchez       | 1/4 de finale J. Bates      | T. Woodbridge M. Woodforde   | 2e tour (1/16) B. Steven    | T. Nijssen C. Suk       |
| 1994  | Finale J. Stark            | J. Eltingh P. Haarhuis     | Victoire J. Stark            | J. Apell J. Björkman      | 1/8 de finale J. Stark      | W. Ferreira M. Stich         | 1/8 de finale J. Stark      | N. Kulti M. Larsson     |
| 1995  | 1er tour (1/32) J. Stark   | M.-K. Goellner D. Prinosil | 2e tour (1/16) J. Stark      | N. Kulti M. Larsson       | 1/8 de finale J. Stark      | M.-K. Goellner I. Kafelnikov | 1/4 de finale J. Stark      | G. Connell P. Galbraith |
| 1996  | 2e tour (1/16) G. Connell  | M.-K. Goellner D. Prinosil | 2e tour (1/16) G. Connell    | J. Palmer J. Stark        | Finale G. Connell           | T. Woodbridge M. Woodforde   | 1er tour (1/32) G. Connell  | S. Noteboom F. Wibier   |
| 1997  | 1/8 de finale G. Connell   | N. Broad P. Norval         | 1er tour (1/32) J. Gimelstob | N. Broad P. Norval        | 2e tour (1/16) J. Gimelstob | J. Björkman N. Kulti         | 1er tour (1/32) B. Steven   | J. Eltingh P. Haarhuis  |
| 1998  | 1er tour (1/32) N. Kulti   | J.-P. Fleurian P. Nyborg   | 1er tour (1/32) R. Reneberg  | M. Merklein M. Sell       | 1er tour (1/32) R. Reneberg | J. Gimelstob B. MacPhie      | 1/8 de finale A. O'Brien    | L. Lobo J. Sánchez      |
| 1999  | 2e tour (1/16) W. Ferreira | P. Galbraith P. Haarhuis   | 2e tour (1/16) W. Ferreira   | G. Ivanišević J. Tarango  | 1er tour (1/32) W. Ferreira | P. Albano T. Carbonell       | 1/2 finale J. Björkman      | S. Lareau A. O'Brien    |
| 2000  | 2e tour (1/16) J. Björkman | J. Eagle A. Florent        | 2e tour (1/16) J. Björkman   | J. Oncins D. Orsanic      | 1/8 de finale J. Björkman   | N. Kulti M. Tillström        | 1er tour (1/32) J. Björkman | J. Coetzee B. Haygarth  |
| 2001  | Finale D. Prinosil         | J. Björkman T. Woodbridge  | 1er tour (1/32) A. O'Brien   | S. Aspelin J. Landsberg   | 1er tour (1/32) A. O'Brien  | W. Arthurs B. Ellwood        | 2e tour (1/16) J. Stark     | W. Black K. Ullyett     |
| 2002  | 1/8 de finale S. Schalken  | D. Johnson J. Palmer       | 1/8 de finale J. Coetzee     | J. Björkman T. Woodbridge | 2e tour (1/16) R. Koenig    | B. MacPhie N. Zimonjić       | —                           | —                       |

N.B. : le nom du ou de la partenaire se trouve sous le résultat ; le nom des ultimes adversaires se trouve à droite.

## Classements ATP
Classement en simple à l'issue de chaque saison
| Année | 1990 | 1991 | 1992 | 1993 | 1994 | 1995 | 1996 | 1997 | 1998 | 1999 | 2000 | 2001 | 2002 |
| Rang  | 453  | 122  | 143  | 81   | 67   | 40   | 44   | 77   | 28   | 65   | 35   | 192  | 321  |

Classement en double à l'issue de chaque saison
| Année | 1989 | 1990 | 1991 | 1992 | 1993 | 1994 | 1995 | 1996 | 1997 | 1998 | 1999 | 2000 | 2001 | 2002 |
| Rang  | 586  | 374  | 156  | 90   | 5    | 6    | 18   | 4    | 70   | 70   | 10   | 53   | 34   | 109  |

Source : (en) Classements de Byron Black sur le site officiel de la Fédération internationale de tennis
Périodes au rang de numéro un mondial en double
| Précédé par   | Dates                   | Suivi par         | Nombre de semaines | Cumul |
| ------------- | ----------------------- | ----------------- | ------------------ | ----- |
| Paul Haarhuis | 14/02/1994 - 20/02/1994 | Paul Haarhuis     | 1                  | 1     |
| Grant Connell | 06/06/1994 - 24/07/1994 | Patrick Galbraith | 7                  | 8     |

## Meilleures performances en simple
Ses 10 victoires sur les joueurs les mieux classés
|    | Date    | Nom et lieu du tournoi                            | Tour            | Surface      | Adversaire battu   | Adversaire battu | Score                   |
| -- | ------- | ------------------------------------------------- | --------------- | ------------ | ------------------ | ---------------- | ----------------------- |
| 1  | 06/1993 | The Artois Championships, Londres                 | 2e tour (1/16)  | Gazon        | Ivan Lendl         | no 7             | 6-2, 7-611              |
| 2  | 08/1995 | US Open, Flushing Meadows                         | 2e tour (1/32)  | Dur          | Thomas Enqvist     | no 9             | 6-4, 6-4, 3-6, 6-3      |
| 3  | 09/1995 | US Open, Flushing Meadows                         | 4e tour (1/8)   | Dur          | Michael Stich      | no 8             | 6-4, 6-4, 3-6, 2-6, 6-3 |
| 4  | 03/1997 | Franklin Templeton Tennis Classic, Scottsdale     | 1er tour (1/16) | Dur          | Marcelo Ríos       | no 6             | 6-1, 4-6, 7-65          |
| 5  | 04/1998 | Coupe Davis « Australie/Zimbabwe », Australie     | 1er tour        | Gazon        | Patrick Rafter     | no 4             | 3-6, 6-3, 6-2, 7-60     |
| 6  | 05/1998 | The Hypo Group Tennis International, Sankt Pölten | 1er tour (1/16) | Terre battue | Patrick Rafter     | no 4             | 6-3, 6-4                |
| 7  | 06/1998 | The Artois Championships, Londres                 | 3e tour (1/8)   | Gazon        | Jonas Björkman     | no 8             | 6-3, 4-6, 6-3           |
| 8  | 08/1998 | Indianapolis Tennis Championships, Indianapolis   | 3e tour (1/8)   | Dur          | Marcelo Ríos       | no 1             | 5-7, 6-1, 7-5           |
| 9  | 04/1999 | Coupe Davis « Zimbabwe/Australie », Harare        | 1er tour        | Dur          | Mark Philippoussis | no 9             | 6-3, 3-6, 4-6, 6-3, 7-5 |
| 10 | 09/1999 | Coupe Davis « Zimbabwe/Chili », Harare            | Barrage         | Dur          | Marcelo Ríos       | no 6             | 7-63, 3-6, 6-2, 7-66    |